# 董仲舒

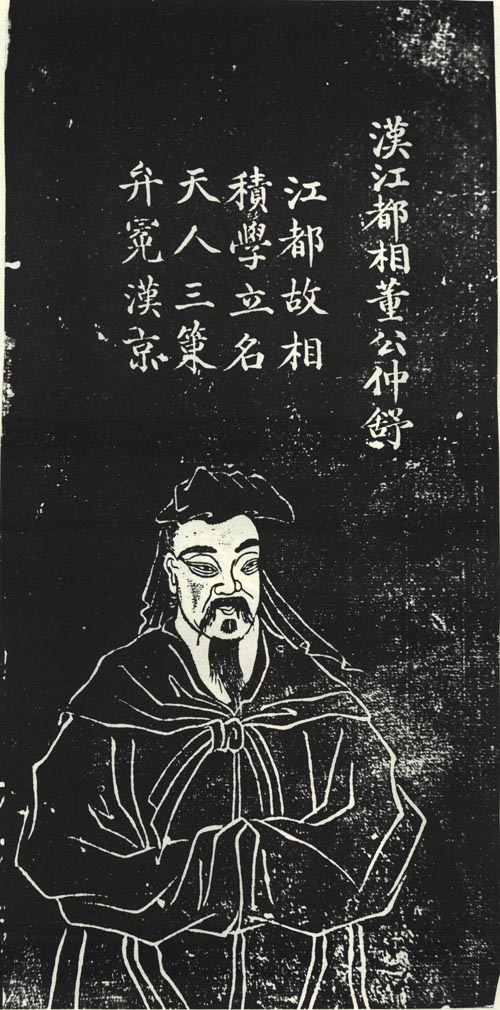
董仲舒像

董 仲舒（とう ちゅうじょ、紀元前176年? - 紀元前104年?）は、前漢の儒学者・『春秋』学者。広川国の人。儒家の思想を国家教学とすることを献策した人物。その思想の最大の特徴は「災異説」。

## 生涯
『春秋』学の一派である公羊学を修め、景帝の世に博士になる。武帝の建元元年に行った賢良対策の中で、儒家以外の諸子百家を排斥して儒学を国家教学として据えるよう献策し、嘉納される。以降、政治的重要な地位を得るためには儒学的教養を身につけることが、必須となる。また、郡国に太学を置くことを上奏し、結果五経博士が置かれ、博士がそれぞれの専門とする経学を教授することとなった、と伝えられる（ただし、五経全ての専門家がそろうのは、武帝以降の時代と考えられる）。
『春秋』の内奥を探求し、陰陽説と融合させて災異思想を展開した。しかし建元6年（紀元前136年）、遼東高廟である高園便殿に起こった災異の原因を推察した未定の上奏文草稿が主父偃の手によって流出し、武帝の目に触れる。武帝は儒者を招して意見を求めた際、董仲舒の弟子の呂歩舒が師の文と知らずに痛烈に批判する。それにより董仲舒は後に許されるもののあやうく死罪に処されそうになり、以後災異は二度と口にしなかったと伝えられる。また、同じ『春秋』学者の公孫弘の讒言で、膠西国に左遷されるなど、その平生は不遇であった。「士不遇賦」という賦が現在伝わっている。晩年は官職を辞し、学究に専念して暮らした。
清廉潔白な人柄で、徳高く、ただ学問の究理にのみ人生を費やした。博士時代は部屋に帷を下ろして講義を行い、3年の間、庭に現れなかったという。弟子の数も非常に多く、新参者の弟子は、兄弟子から講義を受け、師である董仲舒の顔を知らない者までいた。司馬遷もまた、董仲舒から教えを受けているとされる。

## 著作
最も早い記録によれば、著作として『董仲舒百二十三篇』、『聞挙』『玉杯』『蕃露』『清明』『竹林』複数十篇、『公羊董仲舒治獄十六篇』が挙げられている。
『董仲舒百二十三篇』は、董仲舒の上疏・教条を纏めたものである（『漢書』董仲舒伝に収録される「賢良対策」は、恐らく『董仲舒百二十三篇』の一部であった）。『聞挙』『玉杯』『蕃露』『清明』『竹林』複数十篇は、主に『春秋』の得失を述べたもの。『公羊董仲舒治獄十六篇』は、『公羊春秋』の精神に法って現実に起こった事件を断罪した、裁判記録集である。
ただし以上は、完全な形では伝わっていない。現在は『春秋繁露』という書物が、董仲舒の著作として伝えられている。『春秋繁露』は時代とともに散逸しつつあった董仲舒の著作を、六朝時代当たりに何者かが再編集したもの、と考えられる。その中、『公羊董仲舒治獄十六篇』だけは『春秋繁露』には収録されなかったらしく、現在他の書物の引用として、数条保存されているのみである。

## 逸話
董仲舒がある日帳を下ろして弟子に講義をしていると一人の客が訪ねてきた。仲舒はその客が普通の人間ではないと見て取った。しかも客が「雨になりそうだ」というので舒が「『巣居は風を予知し穴居は雨を予知する』というがさては君はキツネかタヌキ、さもなければハツカネズミだな」とからかった。するとその客は古狸に姿を変えたのであった。

## 日本語文献
- 日原利国訳著『春秋繁露』明徳出版社「中国古典新書」、1977年
- 鄧紅『董仲舒思想の研究』明徳出版社、1995年
- 小林春樹『『漢書』の新研究　その董仲舒像を中心として』汲古書院、2023年